# Lucas Rodríguez (fútbol para ciegos)
Lucas Rodríguez (Córdoba, 20 de septiembre de 1981) es un futbolista argentino especializado en fútbol 5 adaptado. Dos veces campeón mundial (2006 y 2015), ganador de una medalla de plata en los Juegos Paralímpicos de Atenas 2004 y dos de bronce en los Juegos Paralímpicos de Pekín 2008 y Río de Janeiro 2016. Campeón de América en 2005. 
En 2007 recibió como integrante de Los Murciélagos el Premio Jorge Newbery de Oro, con el que la Ciudad de Buenos Aires premia al mejor deportista de cada año, primera vez que un premio máximo deportivo fue entregado a atletas con discapacidades.

## Carrera deportiva

### Juegos Paralímpicos

#### Plata en Atenas 2004
La selección argentina de fútbol 5 Los Murciélagos ganó la medalla de plata en los Juegos Paralímpicos de Atenas 2004. El equipo estuvo integrado por Gonzalo Abbas Hachache, Julio Ramírez, Lucas Rodríguez, Iván Figueroa, Diego Cerega, Silvio Velo (c), Eduardo Díaz, Antonio Mendoza, Oscar Moreno y Darío Lencina.
Clasificaron seis países: Argentina, Brasil, Corea del Sur, España, Francia y Grecia. Se jugó una ronda preliminar todos contra todos, que estableció el orden para jugar por la medalla de oro, la de bronce y el quinto lugar. Argentina le ganó a España 2-1, a Grecia 2-1, a Francia 3-0, a Grecia 3-0 y perdió con Brasil 0-2.
Con esos resultados, Brasil y Argentina jugaron el partido por la medalla de oro. En la final ninguno de los equipos pudo marcar goles, debiendo ir a un tiempo suplementario de 20 minutos, en el que tampoco marcaron goles. La medalla debió definirse así por medio de un desempate realizado con penales, en la que prevaleció finalmente Brasil.
| Fútbol 5 Varones | Fútbol 5 Varones | Fútbol 5 Varones | Fútbol 5 Varones | Fútbol 5 Varones |
|                  | País             |                  |                  |                  |
| ---------------- | ---------------- | ---------------- | ---------------- | ---------------- |
| 1                | Brasil           |                  |                  |                  |
| 2                | Argentina        |                  |                  |                  |
| 3                | España           |                  |                  |                  |
| Fuente: IPC.     |                  |                  |                  |                  |

#### Bronce en Pekín 2008
La selección argentina de fútbol 5 Los Murciélagos ganó la medalla de plata en los Juegos Paralímpicos de Pekín 2008. El equipo estuvo integrado por Gonzalo Abbas Hachache, Diego Cerega, Eduardo Díaz, Iván Figueroa, José Luis Jiménez, Darío Lencina, Gustavo Maidana, Antonio Mendoza, Lucas Rodríguez y Silvio Velo (c).
Clasificaron seis países: Argentina, Brasil, China, Corea del Sur, España y Gran Bretaña. Se jugó una ronda preliminar todos contra todos, que estableció el orden para jugar por la medalla de oro, la de bronce y el quinto lugar. Argentina le ganó a España 2-0, a Gran Bretaña 3-1 y a Corea del Sur 2-0, empatando con Brasil 0-0, pero perdiendo con China 0-1. Este último resultado relegó a Los Murciélagos por un punto, para llegar a la final.
Con esos resultados, Argentina y España jugaron el partido por la medalla de bronce. Si bien Argentina le había ganado a España en la fase preliminar, fue España la que abrió el marcador al minuto de juego. Argentina erró un penal, pero España también. A 8 minutos para el final, el capitán Silvio Velo logró el empate y poco antes de terminar erró un penal que pudo haberle dado el triunfo a Los Murciélagos. Los Murciélagos ganarían el título al imponerse en los penales.
| Fútbol 5 Varones | Fútbol 5 Varones | Fútbol 5 Varones | Fútbol 5 Varones | Fútbol 5 Varones |
|                  | País             |                  |                  |                  |
| ---------------- | ---------------- | ---------------- | ---------------- | ---------------- |
| 1                | Brasil           |                  |                  |                  |
| 2                | China            |                  |                  |                  |
| 3                | Argentina        |                  |                  |                  |
| Fuente: IPC.     |                  |                  |                  |                  |

#### Cuartos en Londres 2012
Rodríguez integró el plantel de Los Murciélagos que compitió en los Juegos Paralímpicos de Londres 2012 y obtuvo diploma olímpico al finalizar en 4.º lugar. 
En el grupo clasificatorio Argentina venció a Irán 2-0, empató con Gran Bretaña 0-0 y volvió a empatar con España 0-0. En la semifinal Argentina perdió con Brasil por penales. En el partido por la medalla de bronce Argentina volvió a perder por penales, esta vez con España.

#### Bronce en Río 2016
Los Murciélagos obtuvieron la medalla de bronce al vencer a China 1-0, luego de que el partido por el tercer puesto terminara empatado sin goles y se definiera con penales. El equipo estuvo integrado por Federico Accardi (B1), Ángel Deldo (B1), Maximiliano Espinillo (B1), Darío Lencina (arquero), Germán Muleck (arquero), Froilán Padilla (B1), David Peralta (B1), Lucas Rodríguez (B1), Nicolás Véliz (B1) y Silvio Velo (c, B1). El entrenador fue Martín Demonte y el llamador o guía fue Germán Márquez.
Clasificaron a los Juegos ocho países, divididos en dos grupos clasificatorios. El Grupo A estuvo integrado por Brasil, Irán, Marruecos y Turquía, y el Grupo B estuvo integrado por Argentina, China, España y México.
Los Murciélagos clasificaron primeros en su grupo luego de vencer a México 2-0 (Espinillo y Velo), a España 1-0 (Véliz) y a China en el desempate por finalizar sin goles, en el que el arquero Muleck atajó dos penales, mientras Espinillo y Véliz convirtieron los suyos.
En semifinales Los Murciélagos debieron jugar contra Irán, sorpresa del torneo, que había clasificado segundo invicto en el Grupo A, luego de empatar con el local y favorito Brasil. Argentina dominó ampliamente, registrando en el partido ocho tiros al arco contra ninguno de Irán y una posesión de pelota del 63%, pero no pudo convertir goles. En el desempate Irán convirtió dos penales, contra sólo uno de Argentina, obteniendo el pase a la final.
Por la medalla de bronce debieron jugar nuevamente Argentina y China, ambos países potencias mundiales en el fútbol para ciegos. El partido fue parejo, con un leve predominio de Argentina que pateó 5 tiros al arco, contra 3 de China y tuvo un 53% de posesión. Como había sucedido en el grupo clasificatorio, empataron sin goles y nuevamente fue preciso recurrir a los penales de desempate. La figura fue el arquero argentino Germán Mulek, que atajó los tres penales, mientras que Espinillo le dio el gol de diferencia a los Murciélagos al convertir el suyo.
| Fútbol 5 Masculino                    | Fútbol 5 Masculino | Fútbol 5 Masculino | Fútbol 5 Masculino | Fútbol 5 Masculino |
|                                       | País               |                    |                    |                    |
| ------------------------------------- | ------------------ | ------------------ | ------------------ | ------------------ |
| 1                                     | Brasil             |                    |                    |                    |
| 2                                     | Irán               |                    |                    |                    |
| 3                                     | Argentina          |                    |                    |                    |
| Fuente: Página oficial de los Juegos. |                    |                    |                    |                    |

### Campeonatos mundiales

#### Campeón mundial en 2006
Rodríguez integró el equipo argentino que obtuvo el bicampeonato mundial en el IV Campeonato Mundial de Fútbol para Ciegos jugado en Buenos Aires, Argentina, convirtiendo cuatro de los doce goles de Los Murciélagos en el torneo y resultando el segundo goleador del equipo, detrás del capitán Silvio Velo.
Argentina clasificó primera en el Grupo B, empatando con España 1-1 (con goles de Lucas Rodríguez y Rosado), a Corea del Sur 5-0 (Velo [2], Rodríguez, Maidana, Figueroa) y a Inglaterra 2-0 (Rodríguez y Moreno). En la semifinal venció a Paraguay 3-1 (Velo [2], Rodríguez). Los Murciélagos vencieron 1-0 a Brasil en la final, con gol de Velo.

#### Subcampeón mundial en 2014
Rodríguez formó parte del equipo de Los Murciélagos que salieron subcampeones del mundo en el Campeonato Mundial de Fútbol para Ciegos disputado en Tokio en 2014. Argentina compitió en el Grupo C, en que clasificó en primer lugar luego de empatar con Alemania sin tanto, ganarle a España 1-0 y a Corea del Sur 2-1.
En cuartos de final venció a Colombia 1-0, a España por penales (2-1) luego de empatar en el tiempo reglamentario y cayó en la final ante Brasil, con un gol en contra en tiempo suplementario.

### Juegos Mundiales para Ciegos (IBSA)

#### Medalla de oro en 2015 (Seúl)
El seleccionado argentino obtuvo la medalla de oro en la competencia de fútbol 5 en los Juegos Mundiales IBSA para Ciegos de Corea del Sur 2015. Rodríguez resultó decisivo para el triunfo argentino, debido a que convirtió el gol del empate en la final contra Gran Bretaña, cuando Los Murciélagos perdían 1-0 y sólo faltaban 37 segundos para la finalización del partido. Inmediatamente después Argentina marcaría un nuevo gol faltando 7 segundos y consagrándose campeón.
La integración del equipo fue la siguiente: los arqueros Darío Lencina (Estudiantes de La Plata) y Germán Mulek (Rosell de San Isidro); los futbolistas ciegos fueron Froilán Padilla y Federico Acardi (Godoy Cruz Uniredes de Mendoza), Ángel Deldo (ACHADEC de Resistencia), Lucas Rodríguez y Nicolás Véliz (Municipalidad de Córdoba), David Peralta (Estudiantes de La Plata), Iván Figueroa (UCASE de Santiago del Estero) y Maximiliano Espinillo (MEDEA de Córdoba).
Argentina venció 4-0 a Rusia en el primer partido, con tres goles de Véliz y uno de Acardi. Luego le ganó a España con un gol de Espinillo. En el último partido de la etapa clasificatoria derrotó a Turquía con dos golpes de Figueroa. Argentina ganó 2-1 el partido final contra Gran Bretaña, dando vuelta el encuentro con dos goles sucesivos de Rodríguez y Véliz en los últimos segundos.
| Fútbol 5 Varones | Fútbol 5 Varones | Fútbol 5 Varones | Fútbol 5 Varones | Fútbol 5 Varones |
|                  | País             |                  |                  |                  |
| ---------------- | ---------------- | ---------------- | ---------------- | ---------------- |
| 1                | Argentina        |                  |                  |                  |
| 2                | Reino Unido      |                  |                  |                  |
| 3                | España           |                  |                  |                  |
| Fuente: Clarín.  |                  |                  |                  |                  |

### Competencias continentales
- Campeón de la Copa América de Fútbol para Ciegos 2005

#### Plata en los Juegos Parapanamericanos de 2007
Los Murciélagos ganaron la medalla de plata en los Juegos Parapanamericanos de 2007 realizados en Río de Janeiro. El equipo estuvo integrado por Gonzalo Abbas Hachache, Oscar Moreno, Eduardo Díaz, Silvio Velo (c), Diego Cerega, Iván Figueroa, Lucas Rodríguez, José Jiménez, Gustavo Maidana y Darío Lencina.
El torneo fue disputado en un solo grupo de cinco equipos. Argentina perdió con Brasil 0-2, empató con Paraguay 2-2, venció a Colombia 2-0 y a Chile 7-0. Con esos resultados clasificó segundo por diferencia de gol y disputó la final con Brasil, perdiendo 1-0.

#### Plata en los Juegos Parapanamericanos de 2015
Lucas Rodríguez integró el equipo de Los Murciélagos que volvieron a ganar la medalla de plata en los Juegos Parapanamericanos de 2015 realizados en Toronto. El equipo estuvo integrado por Darío Lencina, Ángel García Deldo, Federico Acardi, Froilán Padilla, Silvio Velo (c), Lucas Rodríguez, David Peralta, Nicolás Veliz, Germán Mulek y Maximiliano Espinillo.
El torneo fue disputado con una ronda preliminar en un solo grupo de seis equipos, donde Argentina empató con Brasil 0-0, venció a Colombia 3-0, venció a México 4-0, venció a Uruguay 4-0 y venció a Chile 6-0. Con esos resultados clasificó directamente a la final en la que perdió con Brasil 1-2.